# Francesco Pietro Raccamarich
Francesco Pietro Raccamarich (in croato: Franjo o Frane Petar Rakamarić; Pago, 4 luglio 1744 – 21 gennaio 1815) è stato un vescovo cattolico e nobile dalmata.

## Biografia
Nacque a Pago il 4 luglio 1744, primogenito di Giorgio Raccamarich (Juraj Rakamarić), discendente di una famiglia originaria di Carlopago, e di Katarina Durinić.
Avviato alla carriera ecclesiastica, iniziò gli studi nella sua città natale, per poi completarli in Italia, prima a Loreto e poi a Padova, dove si laureò in filosofia e teologia. Ricevuta l'ordinazione sacerdotale nel 1767, tornò a Pago, dove entrò a far parte del clero della collegiata dell'Assunzione di Maria, divenendo prima confessore e poi, dal 1773, cappellano delle locali monache benedettine. Nel 1776 fu nominato canonico del capitolo della collegiata.
Il 3 aprile 1787 Raccamarich e i suoi fratelli furono ammessi alla nobiltà paghesana dal consiglio dei nobili del comune di Pago. Stessa concessione fu loro fatta dal consiglio dei nobili di Nona il 2 ottobre 1793, con investitura ufficiale il successivo 28 novembre.

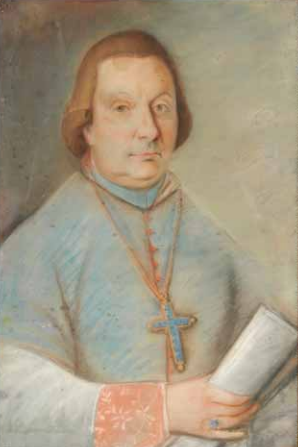
Raccamarich poco tempo dopo la sua consacrazione a vescovo

Nel 1794 papa Pio VI lo nominò rettore del Pontificio Collegio di San Girolamo di Roma. Lo stesso pontefice due anni dopo lo scelse come nuovo vescovo di Cattaro; ricevette la consacrazione episcopale nella basilica di Santa Maria in Trastevere il 10 luglio 1796 dalle mani del cardinale Giovanni Battista Caprara Montecuccoli, co-consacranti l'arcivescovo titolare di Efeso Nicola Buschi e il vescovo di Cirene Simone de Magistris. Prese effettivo possesso della sua nuova diocesi l'anno successivo.
Il 20 luglio 1801 fu trasferito da papa Pio VII alla diocesi di Ossero, sull'isola di Lussino, della quale prese possesso il 1º giugno 1802. Invece che a Ossero, stabilì la sua sede a Lussingrande, la cui parrocchia, dedicata a sant'Antonio abate, fu elevata al rango di concattedrale; la chiesa fu completamente ristrutturata e poi solennemente riconsacrata nel 1809. 
Uno dei primi atti di Raccamarich come vescovo di Ossero fu l'abolizione della tradizionale liturgia glagolitica, utilizzata dai Croati da quasi un millennio, e la sua sostituzione con quella latina. Questo cambiamento incontrò tuttavia la forte resistenza della popolazione locale, le cui proteste furono talmente veementi che il Dicastero per la dottrina della fede raccomandò al vescovo di riconsiderare la sua decisione. Raccamarich, il cui obiettivo non era ostacolare l'uso delle lingue vernacolari nella liturgia, bensì uniformare i riti della sua diocesi a quelli del resto del mondo cattolico, scrisse in risposta una raccolta di preghiere e di pratiche devozionali in lingua croata, intitolato Nauk karstianski u kratko skupglien i sloxen po prisvitlom i pripostovanom gospodinu Frani Petru Rakamarichu biskupu ossorskom za korist i sluxbu svoje darxave ("Dottrina cristiana brevemente raccolta e redatta dall'onorevole e rispettabile don Francesco Pietro Raccamarich vescovo di Ossero a beneficio e servizio della sua diocesi"), manuale che conobbe diverse riedizioni. Nel 1803 fece inoltre aprire a Lussingrande una scuola elementare di lingua italiana, la quale rimase attiva fino al 1818, quando furono istituite le scuole statali. Durante l'occupazione napoleonica della Dalmazia, Raccamarich entrò più volte in contrasto con le autorità governative francesi, in primis per via del loro atteggiamento fortemente anticlericale. 
Morì il 21 gennaio 1815. Fu l'ultimo vescovo di Ossero, poiché dopo la sua morte la sede rimase e lungo vacante e fu definitivamente abolita il 30 giugno 1828, venendo accorpata alla diocesi di Veglia.

## Dediche
Padre Blaž Karavanić nelle sue opere sulla storia dell'isola di Pago dedicò al Raccamarich un componimento:
Rakamarić Petra časnog sina,

Koji no je nauke svršio

U Padovi, te doktorom bio.

To ne samo u svom bogoslovlju,

Već također i u mudroslovlju.

U zavodu Svetog Jeronima,

L'jepe crkve vječnog grada Rima,

Čast "rektora" on je zapremao,

U tom svojstvu revno djelovao,

Na tom mjestu kratko upravljao,

Jer kanonik Paški je postao.

Zatim njega Papa izabrao

Biskupom Kotorskim, tu je stao

Malo ljeta, pak ga premjestiše

U grad Osor, te mu povjeriše

Biskupiju onu starodrevnu,

Gđe pokaza u njoj brigu revnu.»
Pietro Raccamarich il nobile figlio,

Che completò gli studi

A Padova, e divenne dottore.

Non solo nella sua teologia,

Ma anche in saggezza.

Nel collegio di San Girolamo,

La bella chiesa di Roma città eterna,

Fu rivestito dell'onore di "rettore",

In quel ruolo lavorò con zelo,

In quel luogo operò per breve tempo,

Perché divenne canonico di Pago.

Poi il Papa lo scelse

Come vescovo di Cattaro, e lì rimase

Solo poche estati, poi fu trasferito

Alla città di Ossero, e gli affidarono

Quell'antica diocesi,

Dove mostrò la sua solerte cura.»
(Blaž Karavanić, Povijesti paškog otoka u osmercu i desetercu)

## Genealogia episcopale
La genealogia episcopale è:
- Cardinale Scipione Rebiba
- Cardinale Giulio Antonio Santori
- Cardinale Girolamo Bernerio, O.P.
- Arcivescovo Galeazzo Sanvitale
- Cardinale Ludovico Ludovisi
- Cardinale Luigi Caetani
- Cardinale Ulderico Carpegna
- Cardinale Paluzzo Paluzzi Altieri degli Albertoni
- Papa Benedetto XIII
- Papa Benedetto XIV
- Papa Clemente XIII
- Cardinale Giovanni Battista Caprara Montecuccoli
- Vescovo Francesco Pietro Raccamarich